# فرانك ميلر (رياضياتي)
فرانك ميلر (بالإنجليزية: Frank Miller) هو رياضياتي أمريكي، ولد في 1842 في ميلواكي في الولايات المتحدة، وتوفي في 1925.